# Tiffany Chan
Tiffany Chan (nascida em 12 de setembro de 1993) é uma golfista amadora de Hong Kong.
Irá representar o Hong Kong no golfe nos Jogos Olímpicos de Verão de 2016, no Rio de Janeiro, Brasil.